# Mustapha El Haddaoui
Mustapha El Haddaoui (n. Casablanca, Marruecos, 28 de julio de 1961) es un exfutbolista marroquí, que jugaba de mediocampista y militó en diversos clubes de Marruecos, Suiza, Francia y Reunión.

## Clubes
| Club            | País      | Año         |
| --------------- | --------- | ----------- |
| Raja Casablanca | Marruecos | 1979 - 1985 |
| Lausanne-Sport  | Suiza     | 1985 - 1987 |
| Saint Étienne   | Francia   | 1987 - 1988 |
| OGC Niza        | Francia   | 1988 - 1990 |
| Lens            | Francia   | 1990 - 1993 |
| Angers          | Francia   | 1993 - 1995 |
| SS Jeanne d'Arc | Reunión   | 1996 - 1997 |

## Selección nacional
El Haddaoui jugó 46 partidos internacionales, para la selección nacional marroquí y anotó 5 goles. Participó en 2 ediciones de la Copa del Mundo FIFA. La primera fue en la edición de México 1986, donde la selección marroquí, fue eliminada de ese mundial en los octavos de final, a manos de su similar de Alemania, equipo que posteriormente fue el subcampeón de ese torneo y el segundo fue en la edición de Estados Unidos 1994, donde su selección fue eliminado de ese mundial en la primera fase, siendo último de su grupo, al no sumar un solo punto.

## Participaciones en Copas del Mundo
| Mundial                        | Sede           | Resultado        |
| ------------------------------ | -------------- | ---------------- |
| Copa Mundial de Fútbol de 1986 | México         | Octavos de final |
| Copa Mundial de Fútbol de 1994 | Estados Unidos | Primera fase     |